# 馬爾科·帕羅洛
馬爾科·帕羅洛（Marco Parolo，1985年1月25日—）是意大利的一位足球運動員。在場上司職中場。他自2009年開始效力於切塞納足球俱樂部並成為隊內的主力選手。2012年，他被外借至帕爾馬足球俱樂部。帕羅洛首次被召入意大利國家足球隊是在2011年3月20日。他也代表意大利參加2014年世界杯足球賽。

## 外部連結
- Lega Serie A profile （页面存档备份，存于） （義大利語）